# 山城町下川
山城町下川（やましろちょうしもかわ）は、徳島県三好市の町名。郵便番号は779-5303。

## 地理
三好市の西部に位置。北は山城町若山・山城町大和川、西は山城町寺野、東から南にかけては吉野川が境をなし、東は池田町大利、南は池田町川崎にそれぞれ接する。
地内の東と南の境界を吉野川が流れ、並行して国道32号が通る。中心地にはJRの祖谷口駅がある。

### 河川
- 吉野川

## 歴史
- 2006年（平成18年）3月1日 - 三好郡山城町が三野町・池田町・井川町・東祖谷山村・西祖谷山村と合併して三好市が発足し、現在の町名となる。

## 世帯数と人口
2021年（令和3年）11月30日現在の世帯数と人口は以下の通りである。
| 町丁       | 世帯数  | 人口  |
| ---------- | ------- | ----- |
| 山城町下川 | 186世帯 | 397人 |

## 小・中学校の学区
市立小・中学校に通う場合、学区は以下の通りとなる。
| 番地 | 小学校             | 中学校             |
| ---- | ------------------ | ------------------ |
| 全域 | 三好市立山城小学校 | 三好市立山城中学校 |

## 施設
- 伊邪那岐神社
- 八坂神社

## 交通

### 鉄道
- JR土讃線 祖谷口駅。

### 道路
国道
- 国道32号

都道府県道
- 徳島県道32号山城東祖谷山線
- 徳島県道270号一宇祖谷口停車場線

### 橋梁
- 祖谷口橋 - 徳島県道32号山城東祖谷山線（徳島県道270号一宇祖谷口停車場線）
- 国見山橋 - 林道川崎国見山線
- 第一吉野川橋梁 - JR土讃線